# كارنتين

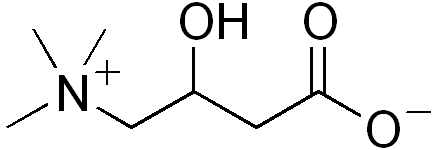
الصيغة البنائية للكارنيتين ثنائي الأبعاد

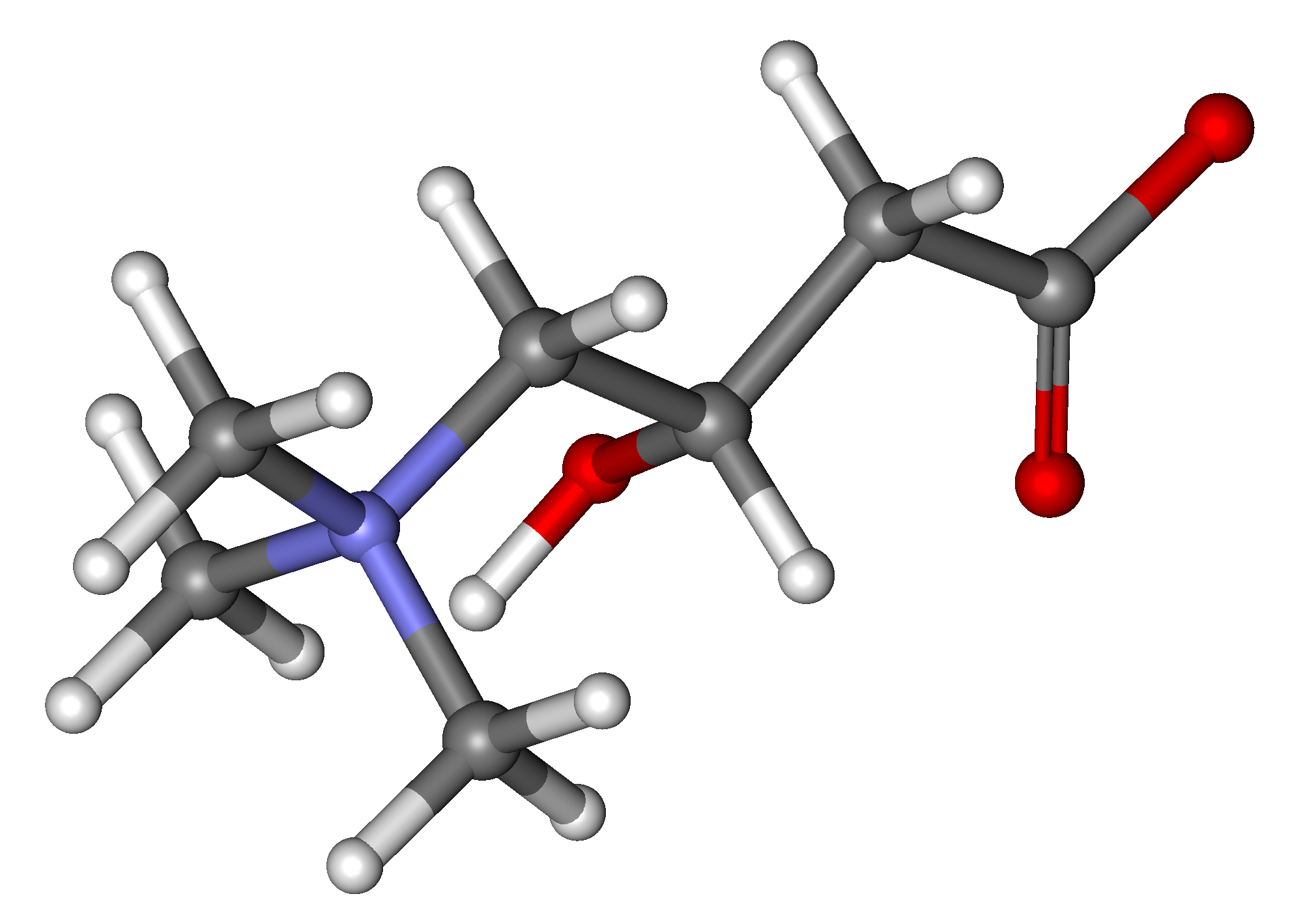
الصيغة البنائية للكارنيتين شكل ثلاثي الأبعاد

الكارنتين (بالإنجليزية: Carnitine)‏ هو مادة مشابهة للأحماض الأمينية والفيتامينات. تصنع في الجسم بكميات صغيرة من الأحماض الأمينية مثل ميوسين وميثيونين وبالإضافة إلى الفيتامينات مثل فيتامين C وفيتامين B.
كارنيتين هو مركب رباعي من الأمونيوم يشارك في عملية التمثيل الغذائي في معظم الثدييات والنباتات وبعض البكتيريا. لدعم استقلاب الطاقة، ينقل الكارنتين الأحماض الدهنية طويلة السلسلة إلى الميتوكوندريا لتتأكسد لإنتاج الطاقة، كما تشارك في إزالة منتجات التمثيل الغذائي من الخلايا. نظرًا لأدواره الأيضية الرئيسية، يتركز الكارنتين في الأنسجة مثل عضلات الهيكل العظمي والقلب التي تستقلب الأحماض الدهنية كمصدر للطاقة. يصنع الأفراد الأصحاء، بما في ذلك النباتيون الصارمون، ما يكفي من L-carnitine في الجسم الحي بحيث لا يحتاجون إلى مكملات.
يوجد الكارنتين كواحد من اثنين من الأيزومرات الفراغية (المتماثلانd كارنيتين (S - (+) -) وl -كارنيتين (ص - (-) -)). كلاهما نشط بيولوجيًا، ولكن فقطl كارنيتين يحدث بشكل طبيعي في الحيوانات، وd كارنيتين سام لأنه يثبط نشاطl شكل. في درجة حرارة الغرفة، الكارنتين النقي عبارة عن مسحوق أبيض، وzwitterion قابل للذوبان في الماء مع سمية منخفضة. مشتق من الأحماض الأمينية،  تم استخراج الكارنتين لأول مرة من مستخلصات اللحوم في عام 1905، مما أدى إلى تسميته من اللاتينية، «كارو / كارنيس» أو اللحم.
بعض الأفراد الذين يعانون من اضطرابات وراثية أو طبية (مثل الخدج) لا يستطيعون إنتاج ما يكفي من الكارنتين، مما يتطلب مكملات غذائية. تشير الأبحاث السريرية الأولية إلى أنه قد يحسن وظائف القلب لدى الأشخاص المصابين بأمراض القلب والأوعية الدموية أو الاعتلال العصبي لدى الأشخاص الذين يتلقون العلاج الكيميائي. على الرغم من الاستخدام الشائع بين الرياضيين لاستهلاك مكملات الكارنتين لتحسين أداء التمرين أو التعافي، لا توجد أدلة إكلينيكية عالية الجودة تشير إلى أنها تقدم أي فائدة.

## التخليق الحيوي والتمثيل الغذائي
وصلة=https://es.wikipedia.org/wiki/Archivo:Acetylcarnitine_structure.png|تصغير|150x150بك|التركيب الكيميائي لأسيتيل كارنيتين.
تمتلك العديد من حقيقيات النوى القدرة على تصنيع الكارنتين، بما في ذلك البشر. يصنع البشر الكارنتين من الركيزة TML (6- N -Trimethyllysine)، والتي تُشتق بدورها من مثيلة حمض اللايسين الأميني. يتم بعد ذلك هيدروكسيل TML في هيدروكسي ترايميثيلليسين (HTML) بواسطة ثلاثي ميثيلليسين ديوكسيجيناز (TMLD)، مما يتطلب وجود حمض الأسكوربيك والحديد. ثم يتم شق HTML بواسطة HTML aldolase (وهو فوسفات بيريدوكسال يتطلب إنزيمًا)، مما ينتج عنه 4-تريميثيل أمينوبوتيرالدهيد (TMABA) والجليسين. يتم بعد ذلك نزع الهيدروجين TMABA إلى جاما بيوتيروبتين في تفاعل NAD + المعتمد، محفزًا بواسطة نازعة الهيدروجين TMABA. يتم بعد ذلك هيدروكسيل جاما بيوتيروبيتين بواسطة جاما بيوتيروبتين هيدروكسيلاز (إنزيم رابط بالزنك ) فيl كارنيتين، تتطلب الحديد على شكل Fe 2+ .
يشارك كارنيتين في نقل الأحماض الدهنية عبر غشاء الميتوكوندريا، عن طريق تكوين إستر أسيتيل كارنيتيني طويل السلسلة ويتم نقله بواسطة كارنيتين بالميتويل ترانسفيراز 1 وكارنيتين بالميتويل ترانسفيراز 2 . يلعب الكارنتين أيضًا دورًا في تثبيت مستويات Acetyl-CoA وcoenzyme A من خلال القدرة على تلقي أو إعطاء مجموعة الأسيتيل.

## توزيع أنسجة إنزيمات الكارنتين التخليقية
يشير توزيع أنزيمات الكارنتين التخليقية في الأنسجة في البشر إلى أن TMLD نشط في الكبد والقلب والعضلات والدماغ والأعلى في الكلى. تم العثور على نشاط HTMLA بشكل أساسي في الكبد. يكون معدل أكسدة TMABA أكبر في الكبد، مع نشاط كبير أيضًا في الكلى.

## نظام مكوك كارنيتين
وصلة=https://es.wikipedia.org/wiki/Archivo:Bios%C3%ADntesis_de_la_carnitina_en_mam%C3%ADferos.png|يسار|تصغير|400x400بك|التخليق الحيوي للكارنتين في الثدييات.
الأحماض الدهنية الحرة العائمة، المنبعثة من الأنسجة الدهنية إلى الدم، ترتبط بجزيء البروتين الحامل المعروف باسم ألبومين المصل الذي يحمل الأحماض الدهنية إلى سيتوبلازم الخلايا المستهدفة مثل القلب والعضلات الهيكلية وخلايا الأنسجة الأخرى، حيث تستخدم للوقود. ولكن قبل أن تتمكن الخلايا المستهدفة من استخدام الأحماض الدهنية لإنتاج ATP والأكسدة، يجب تنشيط الأحماض الدهنية ذات أطوال سلسلة من 14 كربونًا أو أكثر ونقلها لاحقًا إلى مصفوفة الميتوكوندريا للخلايا في ثلاثة تفاعلات إنزيمية لمكوك الكارنتين . 
التفاعل الأول لمكوك الكارنتين هو عملية من خطوتين يتم تحفيزها بواسطة عائلة من إنزيمات إنزيم أسيل- CoA الموجودة في غشاء الميتوكوندريا الخارجي، حيث تعزز تنشيط الأحماض الدهنية عن طريق تكوين رابطة ثيويستر بين الأحماض الدهنية مجموعة الكربوكسيل ومجموعة الثيول من الإنزيم المساعد A لإنتاج أسيل-CoA الدهني.
في الخطوة الأولى من التفاعل، يحفز مركب acyl-CoA synthetase نقل مجموعة الأدينوزين أحادي الفوسفات (AMP) من جزيء ATP إلى الحمض الدهني لتوليد مجموعة أسيل أدينيلات وسيطة الدهنية ومجموعة بيروفوسفات (PP i). يتم تحلل بيروفوسفات، المتكون من التحلل المائي لاثنين من الروابط عالية الطاقة في ATP، على الفور إلى جزيئين من P i بواسطة بيروفوسفاتيز غير عضوي. هذا التفاعل شديد الطاقة مما يدفع تفاعل التنشيط إلى الأمام ويجعله أكثر ملاءمة. في الخطوة الثانية، تهاجم مجموعة الثيول من الإنزيم المساعد العصاري الخلوي الأسيل أدينيلات، مما يؤدي إلى إزاحة AMP لتشكيل thioester acyl-CoA الدهني.
في التفاعل الثاني، يتم ربط acyl-CoA بشكل عابر بمجموعة الهيدروكسيل من الكارنتين لتكوين أسيل كارنيتين الدهني. يتم تحفيز هذا التحويل بواسطة إنزيم موجود في الغشاء الخارجي للميتوكوندريا المعروف باسم كارنيتين أسيل ترانسفيراز 1 (ويسمى أيضًا كارنيتين بالميتويل ترانسفيراز 1، CPT1).
تشكل إستر الأسيل-كارنيتين الدهني ثم ينتشر عبر الفضاء بين الغشاء ويدخل المصفوفة عن طريق الانتشار السهل من خلال كارنيتين-أسيل كارنيتين ترانسيلوكاز (CACT) الموجود على غشاء الميتوكوندريا الداخلي. هذا المضاد يعيد جزيء واحد من الكارنتين من المصفوفة إلى الحيز بين الغشاء لكل جزيء من الأسيل كارنيتين الدهني الذي ينتقل إلى المصفوفة.
في التفاعل الثالث والأخير لمكوك الكارنتين، يتم نقل مجموعة الأسيل الدهنية من الأسيل كارنيتين الدهني إلى الإنزيم المساعد A، وتجديد الأسيل الدهني - CoA وجزيء الكارنتين الحر. يحدث هذا التفاعل في مصفوفة الميتوكوندريا ويتم تحفيزه بواسطة كارنيتين أسيل ترانسفيراز 2 (يسمى أيضًا كارنيتين بالميتويل ترانسفيراز 2، CPT2)، والذي يقع على الوجه الداخلي للغشاء الداخلي للميتوكوندريا. يتم بعد ذلك نقل جزيء الكارنتين المتكون مرة أخرى إلى الفضاء بين الغشاء بواسطة نفس الناقل المشترك (CACT) بينما يدخل أسيل- CoA الدهني في الأكسدة β .
وصلة=https://id.wikipedia.org/wiki/Berkas:Acyl-CoA_from_cytosol_to_the_mitochondrial_matrix.svg|مركز

## الشذوذ المجسم
| ايزومرات الكارنيتين | | |
| لقب                 | ل- كارنيتين                                                                                              | د- كارنيتين                                                                                              |
| اسماء اخرى          | (ص) - كارنيتين </br> (-) - كارنيتين </br> ليفوكارنيتين                                                   | (ق) - كارنيتين </br> (+) - كارنيتين                                                                      |
| الصيغة الهيكلية     | وصلة=https://ar.wikipedia.org/wiki/Datei:(R)-Carnitine_Structural_Formula_V1.svg\|150x150بك\|L- كارنيتين | وصلة=https://ar.wikipedia.org/wiki/Datei:(S)-Carnitine_Structural_Formula_V1.svg\|150x150بك\|D- كارنيتين |
| CAS رقم             | 541-15-1                                                                                                 | 541-14-0                                                                                                 |
| CAS رقم             | 406-76-8 (DL)                                                                                            | |
| رقم EC              | 208-768-0                                                                                                | 625-884-0                                                                                                |
| رقم EC              | 206-976-6 (DL)                                                                                           | |
| بطاقة معلومات ECHA  | 100.007.972                                                                                              | 100.154.337                                                                                              |
| بطاقة معلومات ECHA  | 100.006.343 (DL)                                                                                         | |
| بوبكيم              | kurz من بَب كيمkurz                                                                                       | kurz من بَب كيمkurz                                                                                       |
| بوبكيم              | kurz من بَب كيمkurz (دل)                                                                                  | |
| DrugBank            | DB00583                                                                                                  | - |
| DrugBank            | - (DL)                                                                                                   | |
| ويكي بيانات         | Q20735709                                                                                                | Q27108687                                                                                                |
| ويكي بيانات         | Q243309 (DL)                                                                                             | |

## تنظيم أكسدة الأحماض الدهنية
وصلة=https://es.wikipedia.org/wiki/Archivo:Acyl-CoA_from_cytosol_to_the_mitochondrial_matrix_by_carnitine.svg|يسار|تصغير|349x349بك|تنشيط الأحماض الدهنية وانتقال أسيل CoA الناتج بفضل الكارنتين.1: acyl-CoA synthetase

2: translocase.

.A: mitochondrial

ب: الفضاء بين الغشاء.

ج: الغشاء الداخلي للميتوكوندريا

د: مصفوفة الميتوكوندريا.
تعتبر عملية الدخول بوساطة الكارنتين عاملاً محددًا لمعدل أكسدة الأحماض الدهنية وهي نقطة تنظيم مهمة.

### كبت
يبدأ الكبد بنشاط في إنتاج الدهون الثلاثية من الجلوكوز الزائد عندما يتم إمداده بالجلوكوز الذي لا يمكن أكسدته أو تخزينه كجليكوجين. مما يزيد من تركيز malonyl-CoA، وهو الوسيط الأول في تخليق الأحماض الدهنية، مما يؤدي إلى تثبيط كارنيتن أسيل ترانسفيراز 1، وبالتالي منع دخول الأحماض الدهنية إلى مصفوفة الميتوكوندريا من أجل أكسدة. يمنع هذا التثبيط تكسير الأحماض الدهنية أثناء حدوث التوليف.

### التنشيط
يحدث تنشيط مكوك الكارنتين بسبب الحاجة إلى أكسدة الأحماض الدهنية اللازمة لإنتاج الطاقة. أثناء تقلص العضلات القوي أو أثناء الصيام، ينخفض تركيز ATP ويزيد تركيز AMP مما يؤدي إلى تنشيط بروتين كيناز المنشط AMP (AMPK). AMPK فسفوريلات أسيتيل- CoA carboxylase، والذي عادة ما يحفز تخليق malonyl-CoA. تثبط عملية الفسفرة الكربوكسيلاز acetyl-CoA، والذي بدوره يقلل من تركيز malonyl-CoA. تعمل المستويات المنخفضة من malonyl-CoA على تثبيط كارنيتين أسيل ترانسفيراز 1، مما يسمح باستيراد الأحماض الدهنية إلى الميتوكوندريا، مما يؤدي في النهاية إلى تجديد إمداد ATP .

## عوامل النسخ
مستقبلات البيروكسيسوم المنشط بالتكاثر (PPAR α) هي مستقبل نووي يعمل كعامل نسخ. يعمل في العضلات والأنسجة الدهنية والكبد لتشغيل مجموعة من الجينات الأساسية لأكسدة الأحماض الدهنية، بما في ذلك ناقلات الأحماض الدهنية كارنيتين أسيل ترانسفيراز 1 و 2، ونزعات هيدروجيناز أسيل - CoA الدهنية لفترة قصيرة ومتوسطة وطويلة وطويلة جدًا سلاسل أسيل والإنزيمات ذات الصلة.
يعمل PPAR α كعامل نسخ في حالتين؛ فكما ذكرنا من قبل عندما يكون هناك طلب متزايد على الطاقة من تقويض الدهون، مثل أثناء الصيام بين الوجبات أو الجوع طويل الأمد. إلى جانب ذلك، الانتقال من الأيض الجنيني إلى الأيض في القلب. في الجنين، مصادر الوقود في عضلة القلب هي الجلوكوز واللاكتات، ولكن في قلب الأطفال حديثي الولادة، تعتبر الأحماض الدهنية الوقود الرئيسي الذي يتطلب تنشيط PPAR α بحيث يكون بدوره قادرًا على تنشيط الجينات الأساسية لاستقلاب الأحماض الدهنية في هذه المرحلة.

## عيوب التمثيل الغذائي لأكسدة الأحماض الدهنية
تم تحديد أكثر من 20 عيبًا وراثيًا بشريًا في نقل الأحماض الدهنية أو الأكسدة. في حالة عيوب أكسدة الأحماض الدهنية، تتراكم الأسيل كارنيتينات في الميتوكوندريا وتنتقل إلى العصارة الخلوية، ثم إلى الدم. يمكن الكشف عن مستويات البلازما من الأسيل كارنيتين عند الأطفال حديثي الولادة في عينة دم صغيرة عن طريق قياس الطيف الكتلي الترادفي.
عندما تكون الأكسدة β معيبة بسبب طفرة أو نقص في الكارنتين، فإن أكسدة الأحماض الدهنية تصبح أكثر أهمية في الثدييات. في الواقع، يعتبر ω أكسدة الأحماض الدهنية مسارًا آخر لتدهور FA في بعض أنواع الفقاريات والثدييات التي تحدث في الشبكة الإندوبلازمية للكبد والكلى، وهي أكسدة ω (أوميغا) كربون - وهو الكربون الأكثر بعدًا عن مجموعة الكربوكسيل (على عكس {\displaystyle \beta } الأكسدة التي تحدث في نهاية الكربوكسيل من الأحماض الدهنية، في الميتوكوندريا).

## التأثيرات الفسيولوجية
كمثال على التركيب الطبيعي، 70 كيلوغرام (150 رطل) ينتج الشخص 11-34 مجم من الكارنتين يوميًا. يتناول البالغون وجبات مختلطة من اللحوم الحمراء ومنتجات حيوانية أخرى حوالي 60-180 مجم من الكارنتين يوميًا، بينما يستهلك النباتيون حوالي 10-12 مجم يوميًا. يتم امتصاص معظم الكارنتين (54-86٪) الذي تم الحصول عليه من النظام الغذائي في الأمعاء الدقيقة قبل دخول الدم. يبلغ إجمالي محتوى الجسم من الكارنتين حوالي 20 غرام (0.71 أونصة) في شخص وزن 70 كيلوغرام (150 رطل)، مع احتوائه كله تقريبًا داخل خلايا العضلات الهيكلية. كارنيتين يستقلب بمعدلات حوالي 400 ميكرولتر في اليوم، وهي كمية أقل من 1٪ من إجمالي مخزون الجسم.

### نقص
يعتبر نقص الكارنتين نادرًا في الأشخاص الأصحاء الذين لا يعانون من اضطرابات التمثيل الغذائي، مما يشير إلى أن معظم الناس لديهم مستويات طبيعية وكافية من الكارنتين التي يتم إنتاجها عادة من خلال استقلاب الأحماض الدهنية. وجدت إحدى الدراسات أن النباتيين لا يظهرون أي علامات على نقص الكارنيتين. الرضع، وخاصة الأطفال الخدج، لديهم مخزون منخفض من الكارنتين، مما يستلزم استخدام تركيبات الرضع المدعمة بالكارنتين كبديل لحليب الثدي، إذا لزم الأمر.
يوجد نوعان من حالات نقص الكارنيتين. نقص الكارنتين الأولي هو اضطراب وراثي في نظام نقل الكارنتين الخلوي الذي يظهر عادةً في سن الخامسة مع أعراض اعتلال عضلة القلب وضعف العضلات والهيكل العظمي ونقص السكر في الدم. قد يحدث نقص الكارنتين الثانوي نتيجة اضطرابات معينة، مثل الفشل الكلوي المزمن، أو في ظل ظروف تقلل من امتصاص الكارنتين أو تزيد من إفرازه، مثل استخدام المضادات الحيوية، وسوء التغذية، وسوء الامتصاص بعد الهضم.

### المكملات
تمت دراسة الكارنتين في حالات مختلفة من أمراض القلب، مما يشير إلى استخدامه كعامل مساعد في أمراض القلب والسكري، من بين العديد من الاضطرابات الأخرى. لا يؤثر الكارنتين في منع الوفيات المرتبطة بأمراض القلب والأوعية الدموية،  وليس له تأثير كبير على نسبة الدهون في الدم. لا يؤثر كارنيتين على معظم العوامل في مرض الكلى في المرحلة النهائية، على الرغم من أنه قد يخفض بروتين سي التفاعلي.
على الرغم من الاهتمام الواسع بين الرياضيين باستخدام الكارنتين لتحسين أداء التمرين، أو تثبيط تقلصات العضلات، أو تعزيز التعافي من التدريب البدني، كانت جودة البحث عن هذه الفوائد المحتملة منخفضة، مما يحظر أي نتيجة للتأثير. بكميات تكميلية 2–6 غرام (0.071–0.212 أونصة) يوميًا على مدار شهر، لم يكن هناك دليل ثابت على أن الكارنتين يؤثر على التمرين أو الأداء البدني. لا تؤدي مكملات الكارنتين إلى تحسين استهلاك الأكسجين أو وظائف التمثيل الغذائي عند ممارسة الرياضة، كما أنها لا تزيد من كمية الكارنتين في العضلات. في الواقع، على عكس العديد من المفاهيم الخاطئة، لا يؤثر L-Carnitine أيضًا على استقلاب الدهون، أي حرق الدهون دون ممارسة الرياضة.

### عقم الذكور
يرتبط محتوى الكارنتين في السائل المنوي ارتباطًا مباشرًا بعدد الحيوانات المنوية وحركتها، مما يشير إلى أن المركب قد يكون ذا قيمة في علاج عقم الذكور. خلصت إحدى الدراسات إلى أن مكملات الكارنتين قد تحسن جودة الحيوانات المنوية، وقد تتعلق الفوائد المبلغ عنها بزيادة أكسدة الأحماض الدهنية للميتوكوندريا (توفير المزيد من الطاقة للحيوانات المنوية) وتقليل موت الخلايا في خصيتين الفئران المعرضة للإجهاد البدني للخصيتين.

### أمراض القلب والأوعية الدموية والشرايين الطرفية
أقرت العديد من الدراسات فعالية الكارنتين التكميلي في إدارة نقص تروية القلب (تقييد تدفق الدم إلى القلب) وأمراض الشرايين الطرفية. إذا كانت مستويات الكارنتين منخفضة في عضلة القلب الفاشلة، فإن الكميات التكميلية قد تقاوم الآثار السامة للأحماض الدهنية الحرة وتحسن التمثيل الغذائي للكربوهيدرات. يحتوي الكارنتين على خصائص مضادة للإقفار عند تناوله عن طريق الفم والحقن.

### تصلب الشرايين
Koeth et al. من Cleveland Clinic، أفادوا أن الكارنتين  من لحم الحيوانات (أربعة أضعاف الكمية الموجودة في اللحوم الحمراء في الأسماك أو الدجاج)، وكذلك الفوسفاتيديل كولين من صفار البيض، يتم تحويلها بواسطة البكتيريا المعوية إلى ثلاثي ميثيل أمين (ال المركب الذي يسبب رائحة الفم اليوريمية مريب). يتأكسد Trimethylamine في الكبد إلى ثلاثي ميثيل أمين N -oxide (TMAO)، والذي يسبب تصلب الشرايين في النماذج الحيوانية. كان لدى المرضى في الربع الأعلى من TMAO زيادة بمقدار 2.5 ضعف في خطر 3 سنوات من السكتة الدماغية أو الموت أو احتشاء عضلة القلب.
القضية الرئيسية هي أن النباتيين الذين استهلكواlلم ينتج -carnitine TMAO لأنهم لم يكن لديهم البكتيريا المعوية التي تنتج TMA من الكارنيتين.

### داء السكري من النوع 2
داء السكري من النوع 2، الذي يتميز بمقاومة الأنسولين، قد يترافق مع خلل في أكسدة الأحماض الدهنية في العضلات. تشير العديد من الدراسات إلى أن مكملات الكارنتين قد يكون لها تأثير مفيد على استخدام الجلوكوز وتقليل الاعتلال العصبي السكري.

### الإيدز وفيروس نقص المناعة البشرية
بشكل عام، المرضى المصابون بفيروس نقص المناعة البشرية تتراكم الدهون في بعض مناطق الجسم وتفقد الدهون في مناطق أخرى، إلى جانب ارتفاع مستويات الدهون في الدم (فرط شحميات الدم) ومقاومة الأنسولين والتي تعرف باسم متلازمة الحثل الدهني. هذه المتلازمة تسبب نقص فيl كارنيتين الذي يسبب عيوب التمثيل الغذائي للدهون في الميتوكوندريا. قد تؤدي إضافة الكارنتين في الأشخاص المصابين بفيروس نقص المناعة البشرية إلى إبطاء موت الخلايا الليمفاوية وتقليل الاعتلال العصبي والتأثير بشكل إيجابي على مستويات الدهون في الدم.

### الجهاز المناعي
كمكمل غذائي، يبدو أن L-Carnitine يساعد في مكافحة COVID-19 (فيروس كورونا) والميكوبلازما عن طريق تقليل الأعراض مثل السعال. يبدو أن إل-كارنتين أكثر فائدة للذكور (انظر خصوبة الذكور أعلاه). قد يفسر هذا الارتباط بين الجنسين أيضًا ارتفاع معدل الوفيات بفيروس COVID-19 بين الرجال 

### مرض الكلى في نهاية المرحلة وغسيل الكلى
تساهم الكلى في التوازن العام في الجسم، بما في ذلك مستويات الكارنيتين. في حالة القصور الكلوي، يمكن أن يؤدي التخلص من زيادة الكارنتين في البول، وانخفاض التوليف الداخلي، وسوء التغذية نتيجة لفقدان الشهية الناجم عن المرض إلى نقص الكارنيتين. يمكن أن تصبح مستويات الكارنتين في الدم ومخزون العضلات منخفضة للغاية، مما قد يساهم في فقر الدم وضعف العضلات والتعب وتغيير مستويات الدهون في الدم واضطرابات القلب أظهرت بعض الدراسات أن تناول جرعات عالية منl -carnitine (غالبًا ما يتم حقنه) قد يساعد في إدارة فقر الدم.